# Avertisseur sonore
« Klaxon » redirige ici.  Pour la marque originale, voir Klaxon (marque).
 (novembre 2010).
Si vous disposez d'ouvrages ou d'articles de référence ou si vous connaissez des sites web de qualité traitant du thème abordé ici, merci de compléter l'article en donnant les références utiles à sa vérifiabilité et en les liant à la section « Notes et références ».
Un avertisseur sonore, couramment appelé klaxon, est un appareil équipant les véhicules et émettant un son principalement destiné à donner un signal ou à prévenir d'un danger ( associé à la note {{note du klaxon}} ). Les avertisseurs sonores équipent notamment les automobiles, motocyclettes, camions, engins de chantier, trains, tramways et bateaux.
L'avertisseur sonore, s'il est destiné à avertir d'un danger immédiat, peut aussi représenter une source de nuisances sonores. De ce fait, dans certains lieux et selon les circonstances, son utilisation est interdite ou réglementée.

## Dénomination
Par abus de langage, un avertisseur sonore est communément dénommé « Klaxon », mais il s'agit d'un nom de marque lexicalisé. En effet, le terme « Klaxon » est à l'origine (1911) un nom propre (d'où la majuscule) inventé par la société ayant produit les premiers avertisseurs sonores pour automobiles à partir de 1908. Aujourd'hui, la société Klaxon ne produit plus que des sirènes anti-incendies. Une grande partie des produits Klaxon est aujourd'hui commercialisée en France par la société KM Europ.
Raymond Queneau a proposé l'orthographe « claqueson » dans son roman Zazie dans le métro.
Sur les tramways, l'avertisseur est parfois appelé un « gong ». Dans le jargon ferroviaire, l'avertisseur sonore est appelé « sifflet ».

## Histoire
En Allemagne vers 1920, a été inventé un instrument de musique de fanfare dérivé du klaxon : le Schalmei, appelé également « Trompette Martin », « Trompette Klaxon » ou « Martinophone ».

## Technologies d'avertisseur sonore

### Types d'avertisseurs sonores

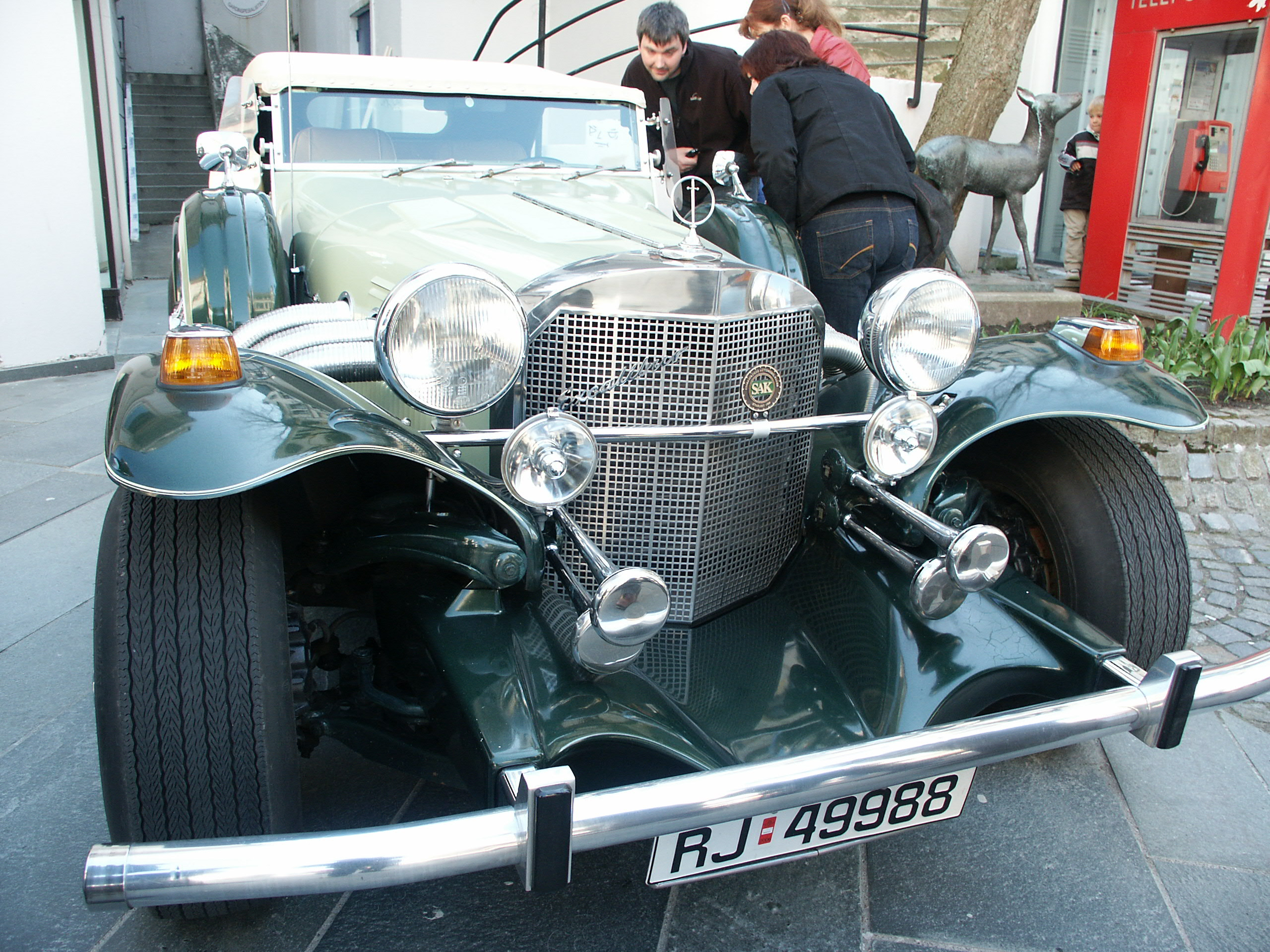
Sous les optiques, une double paire d'avertisseur sonore à air (en forme de trompette).

- Avertisseur mécanique. : utilisé sur les premières automobiles dépourvues de systèmes électriques à basse tension, actionné manuellement par une manivelle il utilisait  une roue à rochet  montée sur une membrane métallique et le son était amplifié par un cornet. Les automobilistes de la Belle Époque l'avaient baptisé « Crakson » (et non klaxon). L'écrivain Hervé Lauwick, mémorialiste de l'automobile, précise dans son ouvrage Grand papa était enragé[1] qu'il faisait « le bruit d'un écureuil dévorant une noix, amplifié des milliers de fois » et qu'il épouvantait les vaches, les poules et les paysans ;
- Avertisseur électromagnétique ;
- Avertisseur électromagnétique à disque ;
- Avertisseur électronique ;
- Avertisseurs pneumatiques (à air) : le plus célèbre est la sirène, inventée par Cagniard de Latour (1777-1859). Il s'agit d'un système d'alerte aux populations fonctionnant grâce à de l'air « haché » à l'aide d'un compresseur à air. Les cornets offrent un type plus simple d'avertisseurs pneumatiques. La forme de ces avertisseurs sonores ressemble fortement à une trompette. Il y a possibilité de jouer une mélodie simple s'il existe une série de plusieurs cornes alternées sur le véhicule (cinq ou six cornes de tailles différentes suffisent) ;
- Avertisseurs d'urgence (ou avertisseurs spéciaux de véhicule, appelés « sirènes » par antonomase de l'invention originale de Cagniard de la Tour) : il s'agit des avertisseurs sonores destinés aux véhicules d'urgence (secours, ambulances, pompiers, police, etc.) ;
- Corne de brume ;
- Sifflet.

### Fonctionnement
Le fonctionnement des avertisseurs sonores diffère selon leur type (électromagnétiques, à air…).
- Les avertisseurs électromagnétiques utilisent un électroaimant avec rupteur pour faire vibrer une membrane, qui transmet sa vibration à l'air ambiant.
- Les avertisseurs électroniques, identiques aux avertisseurs électromagnétiques, sont constitués d'une carte électronique (fixée sur l'avertisseur) composée d'un microcontrôleur générant un signal PWM, permettant ainsi de simuler l'action mécanique du rupteur.
- Sirène d'alerte mécanique : la sirène de Cagniard-Latour fonctionne grâce à un compresseur à air. Ce compresseur est un rotor à pales enchâssé dans une caisse percée de petits orifices régulièrement espacés. Le rotor peut être mû à la main grâce à une manivelle et éventuellement un pignon réducteur, ou même motorisé.
- Avertisseurs pneumatiques : dans les cornets, une poire (anciennement) ou un compresseur (actuellement) expulse l'air sur le tranchant d'une lame métallique qui est mise en vibration, l'air ressort par un pavillon d'où la forme de trompette.

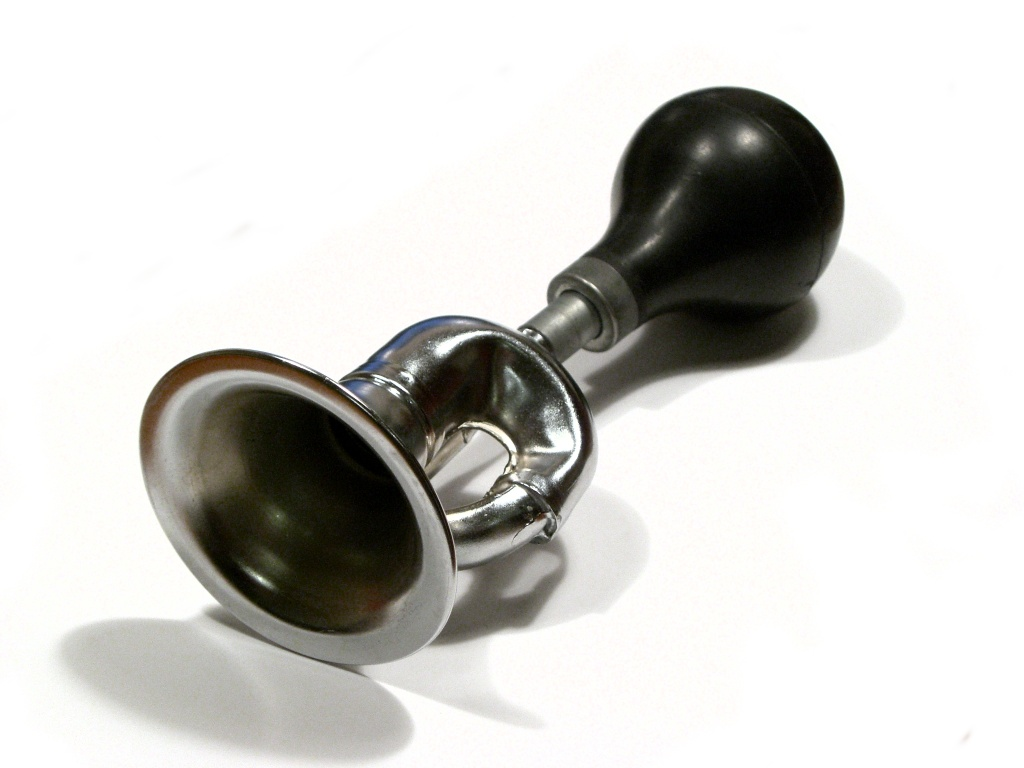
Klaxon à poire de voiture ancienne.

Schéma d'un avertisseur électromagnétique.

## Utilisation sur la voie publique
L'avertisseur sonore est couramment utilisé pour donner des avertissements aux autres usagers de la route. Cependant, il peut aussi représenter une source de nuisances sonores et être sous-utilisé dans les situations dangereuses par les automobilistes marqués par un biais cognitif, la fixité fonctionnelle (en), qui l'emploient surtout pour saluer quelqu'un ou, postérieurement à ces situations, pour exprimer leur mécontentement,.
Sur la base de la convention de Vienne sur la circulation routière, en France, le code de la route réglemente l'utilisation de l'avertisseur. Ainsi, en agglomération, elle est interdite sauf en cas de danger immédiat, et la nuit, son utilisation n'est autorisée qu'en cas d'absolue nécessité (dans tous les cas non urgents, il faut préférer l'appel de phare). Enfin, l'usage de sirènes ou de trompes à sons multiples est interdit. Toute infraction à ces règles peut entraîner l'immobilisation du véhicule et une contravention de deuxième classe.
Dans d'autres pays, les nuisances sonores liées à l'utilisation de l'avertisseur sonore peuvent amener les autorités à imposer des restrictions plus ou moins souples. À Shanghai, Chine, par exemple, tout usage de l'avertisseur sonore est strictement interdit depuis juin 2007.
Les avertisseurs polyphoniques ont la particularité d'émettre plusieurs tonalités, créant ainsi une mélodie. Leur usage est interdit sur la voie publique, car réservé aux véhicules d'intérêt général. En revanche ce genre d'avertisseur est parfois utilisé lors de manifestations sportives par le public.
La mélodie est en général extrêmement succincte, 4 ou 5 notes au plus, les deux fragments  musicaux les plus utilisés sont La cucaracha et La Marche du colonel Bogey du film Le Pont de la rivière Kwaï (cf. la chanson de Renaud qui a pour thème la R8 Gordini d'un jeune voyou de banlieue.)

### Tram-train et tramway
L'avertisseur sonore peut être source de gêne de par les nuisances sonores ressenties, en particulier lorsque les conducteurs du tram-train font usage intempestif de l'avertisseur à l'arrivée et au départ des stations, en cas de croisement avec une autre rame ainsi qu'aux carrefours en l'absence de tout danger.
L'établissement public de sécurité ferroviaire (EPSF) est responsable de la réglementation spécifique au tram-train. 
Pour limiter les nuisances, la SNCF a proposé à l'EPSF de réduire de 110 à 95 décibels le niveau sonore de l'avertisseur/gong.
Certains souhaitent que l'usage de l'avertisseur sonore soit limité aux seuls cas de danger immédiat comme la présence d'une personne aux abords d'une rame.
De ce fait, certains tramways doivent être équipés de plusieurs avertisseurs : un simple avertisseur sonore de présence peu bruyant, et un puissant signal d'urgence moins silencieux.

### Avertisseurs piétons
Le silence du moteur de certains véhicules (notamment électriques) peut représenter un danger pour les piétons habitués à détecter la présence de véhicules grâce au bruit de leur moteur. Des véhicules de transports en commun électriques ont été équipés d'avertisseur sonores moins bruyants que les avertisseurs d'urgence à l'intention des piétons.
Certains véhicules hybrides sont également équipés d'un avertisseur piéton.

## Avertisseurs sonores intérieurs
Autrefois, une sonnerie brève de clochette mue par un cordon actionné par le poinçonneur signalait le départ des bus ou tramways.
Pour prévenir de l'imminence de la fermeture des portes des trains, métros, RER ou tramway, à chaque station ou gare, une tonalité de fréquence autour de 500 Hz est générée durant quelques secondes.
Au départ d'une ligne d'un métro parisien, une longue tonalité de 800 Hz environ signale son départ au conducteur de la rame.
Une brève tonalité ou sonnerie peut signaler par exemple l'arrivée d'un ascenseur à l'étage, ou un changement de numéro dans une file d'attente avec ticket.

### Sports
Le sport où l'utilisation de la signalisation sonore est la plus courante est le hockey sur glace. Toutes les patinoires à travers le monde l'emploient pour indiquer un but marqué par une équipe locale durant un match.
En natation, le starter donne le signal de départ par un coup de klaxon.

### En Littérature
L'écrivain Roald Dahl , plus connu pour ses livres pour enfants, a écrit un roman quelque peu osé, Mon Oncle Oswald, où il campe le personnage d'un oncle érotomane, bon vivant et richissime, qui sillonne les routes à bord d'une exceptionnelle Lagonda grand luxe, en quête d'aventures féminines et de porcelaines rares.
Cette automobile unique et extravagante, réalisée sur commande, comporte un klaxon multi-tons, tout aussi unique, qui joue un air d'opéra tiré du Don Giovanni de Mozart : le célèbre passage musical  "Son Gia Mille e tre" , en référence aux mille et trois jeunes filles dont Don Juan a conquis la virginité lorsqu'il guerroyait en Espagne, air qui a une résonance toute spéciale pour l'infatigable séducteur qu'est l'oncle Oswald.